# Даминуцэ, Кристиан
Кристиан Александру Даминуцэ (рум. Cristian Alexandru Daminuță; род. 15 февраля 1990, Тимишоара) — румынский футболист, защитник клуба «Поли Тимишоара».

## Карьера
Даминуцэ начинал свою карьеру за клуб «Тимишоара» в сезоне 2005/06 Дивизион А. Первый матч сыграл против бухарестского «Динамо». В 2008, был подписан миланским «Интером», однако, сезон 2008/09 провёл за «молодежку» Интернационале.
15 июля 2009 «Модена» и «Интер» подтвердили, что Даминуцэ проведет сезон 2009-10 в аренде. Он дебютировал в серии B 11 сентября 2009 года против «Лечче», когда вышел на поле на 89-й минуте.
В начале 2010 года он был арендован в «Динамо Бухарест».
16 июля 2010 года Даминуцэ подписал контракт с «Миланом», который отправил Кристиана в аренду в «Л’Акуилу» месяцем позже. Летом 2011 года перешёл на правах аренды в молдавский «Тирасполь».